# Waltensburg/Vuorz
Waltensburg/Vuorz (rätoromanska: Vuorz, tyska: Waltensburg) är en ort och tidigare kommun i regionen Surselva i den schweiziska kantonen Graubünden. Byn ligger på en dalsluttning på norra sidan av floden Vorderrhein. Kommunen inkorporerades 1 januari 2018 i kommunen Breil/Brigels.

## Språk
Det traditionella språket är sursilvansk rätoromanska. Under senare delen av 1900-talet har tyska språket vunnit visst insteg och är numera modersmål för en tredjedel av invånarna.

## Religion
Kyrkan är sedan 1500-talet reformert, och Vuorz bildar därmed en konfessionell ö i en annars katolsk omgivning. Ortens katolska minoritet söker kyrka i närbelägna Andiast.

## Utbildning
Orten har ingen egen grundskola, utan skickar sina elever till den rätoromanskspråkiga skolan i den intilliggande byn Rueun som tillhör kommunen Ilanz/Glion.

## Arbetsliv
Näringslivet har långt fram i tiden dominerats av lantbruk, men numera spelar också turismen stor roll. Ungefär hälften av de förvärvsarbetande pendlar ut från kommunen, främst till distriktshuvudorten Ilanz som ligger en knapp mil österut.